# Artemisia togusbulakensis
Artemisia togusbulakensis là một loài thực vật có hoa trong họ Cúc. Loài này được O.Fedtsch. mô tả khoa học đầu tiên năm 1902.